# سيهون يازار
سيهون يازار (بالتركية: Ceyhun Yazar)‏ (16 مايو 1992 بزونغولداق في تركيا - ) هو لاعب كرة قدم تركي في مركز الظهير. لعب مع نادي كارديمير كارابوك سبور وMamak FK ‏ وOrhangazispor ‏ وDarıca Gençlerbirliği ‏ وديار بكر سبور ‏ وGaziosmanpaşaspor ‏.

## روابط خارجية
- سيهون يازار على موقع اتحاد تركيا (لاعب) (الإنجليزية)
- سيهون يازار على موقع قاعدة بيانات كرة القدم.إي يو (الإنجليزية)
- سيهون يازار على موقع عالم كرة القدم.نت (الإنجليزية)